# Beijing International Challenger 2010
Der Beijing International Challenger 2010 war ein Tennisturnier der ATP Challenger Tour 2010 für Herren und ein Tennisturnier des ITF Women’s Circuit 2010 für Damen in Peking. Sie fanden zeitgleich vom 2. bis 8. August 2010 statt.